# 長沼流
長沼流（ながぬまりゅう） は、長沼澹斎によって編み出された兵法・軍学の流派。

## 概要
信濃国松本藩士・長沼澹斎によって編み出された兵法・軍学の流派で、長沼流兵法、長沼流軍学の名で知られている。澹斎は父・長政の主君・松平直政の転封に従い、出雲国松江藩、播磨国明石藩を転々とするが、美濃国加納藩で成人し、日本兵法の諸流、明代の中国兵法を学んだ。

### 長沼流兵法学の成立
寛文6年に『長沼流兵法兵要録』が発表され、同時代の山鹿素行による山鹿流と並ぶ新兵法学の双璧として江戸で名が知れ渡った。
『兵要録』では練兵関係が多く著述され、『握奇八陣集解』では、「兵義なきなれば人心和し、天心応ず」という義兵論に主張の中心があった。山鹿素行と異なるのは、根底に朱子学的理念が流れている点だと石岡久夫は指摘している。 

## 長沼流の系譜
- 長沼澹斎の門人は千人と言われるが、中でも井上実下、田山重好、仁田正武、土岐光晴、宮川忍斎、佐枝尹重らが有力な高弟である。宮川系は黒田藩中心に栄え、佐枝系は、尾張藩、津藩、会津藩、仙台藩などで伝承された[2]。
- 尾張藩では、佐枝尹重門人の太田教品、近松茂矩の伝系が長く伝えられた。
- 会津藩では、幕末の戊辰戦争まで藩校日新館にて長沼流の兵法が教えられていた[3]。
- 長沼流を中心に活躍した武術家に平山行蔵がいる。宮川系の斎藤三太夫（利雄）、佐枝系の渋川時英より長沼流兵法を習得、兵法、武術を講義した。勝海舟の父・小吉、乃木希典の父・十郎、男谷精一郎も平山行蔵の講義を受けた[2]。
- 宮川系の斎藤三太夫（利雄）に長沼流を伝授された門人の中には、男谷精一郎と親しい関係で、山鹿流を軸に、甲州流軍学、越後流、長沼流を兼修、幕府講武所頭取兼兵学師範役を務めた窪田清音がいる。林靏梁、名倉松窓は窪田清音から長沼流兵学を学んでいる[2][4]。
- 長沼の門人である小野寺慵斎（三春藩脱藩者）は桜田門外の変の参謀の一人とも言われるが、当日は熱病のため参加しなかった。変後、土浦藩で兵学を教え始めたが、翌年自刃した[5]。